# ديكي إنوموتو
ديكي إنوموتو (باليابانية: 榎本大輝) هو لاعب كرة قدم ياباني، ولد في 21 يونيو 1996 في تشيبا في اليابان. لعب مع ناغويا غرامبوس.

## وصلات خارجية
- ديكي إنوموتو على موقع رابطة كرة القدم اليابانية للمحترفين (اليابانية)
- ديكي إنوموتو على موقع قاعدة بيانات كرة القدم.إي يو (الإنجليزية)
- ديكي إنوموتو على موقع Soccerway.com (الإنجليزية)
- ديكي إنوموتو على موقع عالم كرة القدم.نت (الإنجليزية)